# ألف ويب
ألف ويب (بالإنجليزية: Alf Webb)‏ (1 يناير 1878 - 25 أغسطس 1932) هو لاعب كرة قدم بريطاني (وحمل سابقاً جنسية المملكة المتحدة لبريطانيا العظمى وأيرلندا) في مركز حراسة المرمى. لعب مع لينكولن سيتي أف سي.